# Exogone dispar
Exogone dispar är en ringmaskart som först beskrevs av Webster 1879.  Exogone dispar ingår i släktet Exogone och familjen Syllidae. Arten har ej påträffats i Sverige. Inga underarter finns listade i Catalogue of Life.